# Muraena lentiginosa
Muraena lentiginosa är en fiskart som beskrevs av Leonard Jenyns 1842. Muraena lentiginosa ingår i släktet Muraena och familjen Muraenidae. IUCN kategoriserar arten globalt som livskraftig. Inga underarter finns listade i Catalogue of Life.